# Айвазов Асан Сабрі
Аса́н Сабрі́ Айва́зов (крим. Asan Sabri Ayvazov; 6 травня 1878, Алупка, Таврійська губернія, Російська імперія — 17 квітня 1938) — кримськотатарський письменник, педагог, громадський діяч.

## Життєпис
Народився 6 травня 1878 року в Алупці. Закінчив медресе, після чого вчителював в Алупці.
У 1892—1896 роках навчався у педагогічному інституті в Стамбулі, освіту продовжив під час поїздки до Каїру 1908 року. Під час навчання в Османській імперії публікує статті в газеті Ісмаїла Гаспринського «Терджиман», пресі Стамбула і Баку. Після повернення на Батьківщину, працює вчителем у Алупці, з 1913 року — в Бахчисараї. Деякий час викладав у Лазаревському інституті східних мов у Москві. Як письменник, Айвазов сформувався під впливом ідей Ісмаїла Гаспринського і революційних подій 1905—1907 років. Вів активну політичну діяльність.
У 1906—1908 роках близький друг Р. Медієва, соратник по виданню газети «Вета хадімі», з 1914 року — редактор газети «Терджиман».
Під час революції 1917—1918 років Айвазов працює редактором газети «Міллет», двічі обирався головою Курултаю (січень і травень 1918 року), посол Кримського крайового уряду в Османській імперії. Після встановлення в Криму Радянської влади, Айвазов працював у відділі переказів ЦВК, з 1922 року на посаді старшого асистента у Кримському університеті, у педагогічному інституті викладав арабську та османську мови. Був прихильником переведення кримсько-татарської мови на латиницю.
У 1926—1927 роках опублікував багато статей з мовознавства в газеті «Ені Дунья», журналах «Ілер» і «Окув ішлері». Деякий час редагував дитячий журнал «Козь-Айдин».
У 1930 році Айвазов заарештований, проте через два місяці звільнений. Замість судової лави його направляють на лікування до Кисловодська. З пізніших документів стає зрозуміло, що відбулося в слідчих кабінетах кримського ГПУ.
Будучи найактивнішим учасником національного руху, на думку співробітників контррозвідки, Айвазов міг стати цінним джерелом інформації про настрої кримськотатарської інтелігенції. Після ув'язнення, перебуваючи у важких умовах, Айвазов дає згоду на співпрацю з органами ОГПУ.
У 1959 році на додатковому слідстві у Сімферополі дружина Асана Айвазова Ольга Василівна згадувала:

| «… Через деякий час після арешту чоловіка до неї стали з'являтися співробітники контррозвідки, у тому числі слідчий Кемаль, і приносити продукти: какао, масло, печиво…»[джерело?] |
Через сім років 5 квітня 1937 знову заарештований. 27 грудня 1937, перебуваючи знову в ув'язненні, Асан Айвазов заявив слідчому, що був секретним агентом органів НКВС з 1930 року. За протоколом допиту Айвазов зізнався, що «дійсно, будучи агентом НКВС, я займався подвійною діяльністю […], приховував відомі мені дані про антирадянську діяльність інших».
Розстріляний 17 квітня 1938 року.

## Вшанування пам'яті
У селищі Антонівка вулицю Биковського перейменували на вулицю Айвазова Асана.